# ریه ترازونو
ریه ترازونو (ژاپنی: 寺園 理恵؛ زادهٔ ۳۱ ژانویه ۱۹۸۱) بازیکن هاکی روی چمن زن اهل ژاپن است.
وی در مسابقات کشوری و بین‌المللی در مجموع برندهٔ ۱ مدال نقره و ۱ مدال برنز شده‌است.